# Vinö, Misterhult
Vinö är en ö i Misterhults skärgård i Misterhults socken i norra delen av Oskarshamns kommun. Ön har en yta på 2,11 kvadratkilometer.
Ön omnämns i den medeltida ledbeskrivningen "det danska itinerariet" från Blekinge till Estland. Namnet kommer från det fornsvenska "winja" = betesmark och har troligen använts just för bete. På Vårberget på Vinö lär det ha stått en vårdkase. I Johan III:s lotsbrev av 1571 framgår att styresmannen över lotsarna bodde på Vinö. 1922 bodde 44 personer på ön, de har sedan stadigt minskat. Fram till början av 1980-talet förekom båtbyggeri på ön. 2012 fanns 13 bofasta på ön, alla pensionärer.
Ön omges av naturreservatet Misterhults skärgård men ingår inte i reservatet. Vinö är långsmal och mestadels skogklädd, den sydöstra delen är relativt hög. 